# BALZAC
BALZAC（バルザック）は、京都で結成され、以降現在も大阪を拠点として活動している4人組のパンクバンド。ディスクユニオン所属。ホラー映画とパンク・ロック、ハードコアを融合したホラーパンクのスタイルで活動。サウンドの基本はパンクやハードコアだが、デジタルロックの要素を取り入れたサウンドもある。アメリカ、ヨーロッパのレコード会社とも契約、海外にも熱狂的なファンが存在し、定期的に海外ツアーも行っている。パンク、ハードコアだけでなくヴィジュアル系のバンドとも交流がある。

## 概要
1992年、京都でHIROSUKE（ヴォーカル）を中心に結成。前身バンドASTRO ZOMBIESから、そのスタイルはアメリカの伝説的パンク・ロック・バンド、ミスフィッツの独特なホラーロックサウンド、そしてデビロックと言われる独特のヘアスタイルを本格的に継承したホラー映画のイメージコンセプトを更に追求したホラーパンクバンドとして結成。
1993年、ギターに現メンバーのATSUSHIの加入を機に精力的なライブ活動を開始。地元京都、大阪を中心にライブ活動を行う。
1995年10月31日ハロウィンに、ファーストアルバム『THE LAST MEN ON EARTH』を大阪のインディーズレーベルのアルケミーレコードより発売。
1996年には大幅なメンバーチェンジを経て、ベースに現メンバーのAKIOが正式加入。
1997年10月31日ハロウィンに、インディーズレーベルPHALANX RECORDS（現DIWPHALANX RECORDS）に移籍し、セカンドアルバム『DEEP-TEENAGERS FROM OUTER SPACE』をリリース。同年には再結成を果たしたミスフィッツの初来日公演のオープニングアクトを果たした。
1998年10月31日ハロウィンにサードアルバム『13 STAIRWAY -THE CHILDREN OF THE NIGHT- 』をリリース。
1999年3月にはSOBUTとのスプリットアルバム『OLDEVILS - LEGEND OF BLOOD』をリリースし、カップリング全国ツアーも実施。同年10月31日ハロウィンにはマキシシングル『INTO THE LIGHT OF THE 13 DARK NIGHT』を発売。
2000年1月には再度来日したミスフィッツのライブツアーに同行。この時からミスフィッツとの本格的な交流が開始。またTHE MAD CAPSULE MARKETSと全国ツアーも行うなど精力的な活動を展開。同年12月、ジャケットを丸尾末広が描き下ろした通算4枚目となるアルバム『全能ナル無数ノ眼ハ死ヲ指サス』を発売。
2001年秋、新しいドラマーとして現メンバーのTAKAYUKIが正式加入。
2002年1月にはミスフィッツと3度目の日本ツアー全公演に同行。3月20日にはミスフィッツとのスプリットシングル作品『MISFITS & BALZAC/DON'T OPEN 'TIL DOOMSDAY』をリリース。この作品はアメリカでも同時発売され、初の海外リリース作となる。4月に発売された通算5枚目のアルバムは、TAKAYUKIが叩く最新アルバムと、1995年に発売され廃盤となっていたファーストアルバムの再録盤が2枚組となった『TERRIFYING! ART OF DYING-THE LAST MEN ON EARTH II』が発売。また同年10月31日、アメリカ・NEW YORK/WWE THE WORLDにおいて、ミスフィッツ主催のハロウィンの特別公演にも出演。
2003年8月にはアメリカにおいて単独作として初のベスト盤アルバム『BEYOND THE DARKNESS』を、MISFITS RECORDS/RYCO DISCよりリリース。それに伴い、ミスフィッツ、ダムド、アグノスティック・フロントらと1ヶ月に渡る全米24箇所のアメリカツアーに参加。同年9月にはヨーロッパでの第1弾作品として、ドイツのインディーズレーベル、G-FORCE RECORDSよりベスト盤アルバム『OUT OF THE LIGHT OF THE 13 DARK NIGHT』をリリース。同年発表した通算6枚目のフルアルバム『CAME OUT OF THE GRAVE』はヨーロッパ盤、アメリカ盤として海外でもリリース。
2004年5月から6月にかけてドイツ、イギリス、デンマーク、チェコ、オーストリア、スイスを中心に約7週間、33ヶ所に及ぶヨーロッパツアーを行った。
2005年リリースのシングル『D.A.R.K』は前年、ドイツの伝説の古城『FALKENSTEIN城』を借り切って撮影したBALZAC初のホラー・ショートムービーを収録したDVDとの2枚組という特殊仕様で発売。同年4月には丸尾末広描き下ろしのアートワークがジャケットとなったミニアルバム『DARK- ISM』を発売。
2006年3月には通算7枚目のフルアルバム『DEEP BLUE: CHAOS FROM DARKISM II』をリリース。
2007年3月にはヨーロッパでのレコード会社を岩神に移籍し、移籍第一弾作品『PARANOID DREAM OF THE ZODIAC』を発売。またDIE ÄRZTEのドラマー、BELA B.とのSPLIT CDも同時発売し、ヨーロッパでの活動を更に精力的に展開。同年、3月27日よりムックとのカップリングツアーをドイツのハンブルク、ケルン、ミュンヘン、ベルリンで行い、4月1日からは3度目の単独ワンマンヨーロッパツアーを決行した。同年秋にはアメリカでの通算3枚目のアルバム『DEEP BLUE: CHAOS FROM DARKISM』をMISFITS RECORDSより発売し、カナダのトロント、モントリオールと、アメリカのニューヨークを中心とする全7会場の4度目となるアメリカ・イーストサイドツアーを実施。
2008年3月8日に、トータルタイム4時間に渡るヒストリーDVD『EVIL LEGEND 1』と『EVIL LEGEND 2』を同時発売。4月には8枚目となるフルアルバム『HATRED: DESTRUCTION=CONSTRUCTION』をリリース。このアルバムは7月にヨーロッパでもリリースされ、翌8月にはドイツツアーを決行。そのツアーでは5,000人のパンクが集まるドイツ国内最大級のパンクフェスティバルENDLESS SUMMER FESTIVALにも出演を果たした。
2008年12月、1992年から1993年にかけて自主制作されたデモテープに収録されている曲を現メンバーで再現し、CD化した『THE BIRTH OF EVIL』をリリースし（限定でオリジナルと同じカセットテープ仕様でも発売）、同時に8枚目のアルバム『HATRED: DESTRUCTION=CONSTRUCTION』に収録されている全曲のMUSIC VIDEO集と、8月に行ったドイツツアーのドキュメンタリー映像が同時収録されたDVDをリリース。
2009年3月8日に大阪KING COBRAでTHE FIENDISH GHOULS NIGHT VOL.14 "308はBALZACの日スペシャル！" ワンマンライブ 。BALZAC×SOBUTのSPLIT CD『OLDEVILS』の発売から丁度10年目を記念して当時のデモテイク等を収録した『OLDEVILES IS OLD DEVILS: ULTIMATE RARE TRACKS 1999』とサードデモテープBOXを現メンバーで再録した『ONE NIGHT IN HELL カセットボックス』を発売。4月８日、『Aggressive Dogs Tribute Album』にAKIOの希望でAggressive Dogsの大名曲『DO IT YOURSELF』をカバーで参加。6月、ZODIAC BOX SET『ZODIAC IS ALIVE!』発売。8月21日、AA=上田 剛士氏プロデュースのミニ・アルバム『PARADOX』をリリース。

## メンバー
- HIROSUKE（西山裕介）ボーカル。父は画家の故・西山喬、母は画家の西山ゆら。
- ATSUSHI（中川淳）ギター
- AKIO（今井昭生）ベース
- TAKAYUKI（真鍋貴行）ドラム。2001年加入

## ディスコグラフィー

### 日本国内リリース

#### CD ALBUM
- The Last Men On Earth (1995)
- Deep -Teenagers From Outer Space (1996)
- 13 Stairway -The Children Of The Night- (1998)
- 全能ナル無数ノ眼ハ死ヲ指サス (2000)
- Terrifying! Art Of Dying-The Last Men On Earth II (2002)
- Came Out Of The Grave (2004)
- Dark-ism (Mini Album/2005)
- Deep Blue:Chaos From Darkism II (2006)
- Hatred: Destruction = Construction (2008)
- THE BIRTH OF EVIL (Early Balzac Songs Collection/2008)
- Paradox (Mini Album/2009)
- Judgement Day (2010)
- Blackout (2013)
- Bloodsucker (2015)
- Bloodsucker Returns (Mini Album/2015)
- Hybrid Black (2019)

#### RE-MASTER CD w/ PAPER SLEEVE SERIES
- Deep -Teenagers From Outer Space (2007)
- 13 Stairway -The Children Of The Night- (2007)
- 全能ナル無数ノ眼ハ死ヲ指サス (2007)
- The Last Men On Earth II (2007)
- Terrifying! Art Of Dying (2007)
- Came Out Of The Grave (2007)

#### ANALOG SINGLE & CD SINGLE
- Lord Of The Light And Of The Darkness (7inch/1993)
- Atom Age Vampire In 308 (7inch/1995)
- Isolation From No.13 (7inch/1996)
- When The Fiendish Ghouls Night (7inch/1996)
- Into The Light Of The 13 Dark Night (CD,7inch,Tape/1999)
- Unvarnished Facts (CD/2001)
- The Silence Of Crows (CD/2001)
- Out Of The Blue II (CD/2002)
- Beware Of Darkness (CD/2003)
- D.a.r.K (CD with DVD/2005)
- Horrorock/Rain (CD/2005)
- Balzac/Zodiac (CD/2007)
- Swallow The Dark (CD/2007)
- Deranged (CD/2011)
- Bleeding Black (CD/2012)
- Wonderwall (CD/2014)
- Ever Free From #9 Dream (CD/2016)
- Four Seasons (CDr/2017)
- Evil Never Dies (CDr/2018)

#### SPLIT ALBUM & SPLIT SINGLE
- BALZAC & SOBUT: Oldevils-Legend Of Blood (CD/1993)
- BALZAC & MISFITS: Don't Open 'Til Doomsday (CD/2002)
- BALZAC & COCOBAT: Screwbiter (7inch/2003)
- BALZAC & BELA B.: Der Graf vs. Horrorpunks (CD/2007)
- BALZAC & 雷矢: Bloodlines Flow Eternal (CD/2008)
- BALZAC & Radiots :Atomic Riot (CD/2010)
- BALZAC & ASTRO ZOMBIES & ZODIAC (CD/2014)

#### TRIBUTE ALBUM & VARIOUS ARTIST
- Safe Rock And Roll Sucks (7inch/1995)
- Total Insubordination (12inch/1996)
- Skullping:A Tribute To Gastunk (CD,12inch/1999)
- London Nite 20th Anniversary Extrax "Tribute To Kensho Onuki" (CD,12inch/2000)
- The Curse Of The Damned Tribute To The Damned (CD/2005)
- T.W.I.M -The World Is Mine Cool Shit- (Shaped Picture Analog/2005)
- Parade ~Respective Tracks Of Buck-Tick~ (CD/2005)
- Rock Is Loft ~Yellow Disc~ (CD/2006)
- Aggressive Dogs Tribute Album 真我-Shinga- (CD/2009)
- Sing Along With Potshot -Tribute To Potshot-  (CD/2013)

#### VIDEO
- Video Deep II (1998)
- Video Taste Of Fear II (2000)
- 20010112 Live At On Air East (2001)
- 20020511 AX (2002)
- The Legacy Of Terrifying #1 (2002)
- America's Most Wanted (2003)

#### DVD
- Evil Is As Evil Does (2001)
- The Legacy Of Terrifying #2 (2002)
- America's Most Wanted (2003)
- The Night The Fiendish Ghoul Came Out Of The Grave (with Book/2004)
- Came Out Of The Grave Shibuya O-East 20040305 (2004)
- Dark-ism Liquid Room 20050403 (with Book/2005)
- Falkenstein's Castle Of Freaks (2005)
- Evil Legend I 1991-1999 (2008)
- Evil Legend II 2000-2008 (2008)
- Hatred Lies Deep Inside (2008)
- Live From The 13 Stairway (2008)

### 海外リリース（アメリカ）

#### CD ALBUM
- Beyond The Darkness (2003)
- Out Of The Grave And Into The Dark (2005)
- Deep Blue:Chaos From Darkism (2007)

#### ANALOG SINGLE & SPLIT SINGLE
- BALZAC & MISFITS: Day The Earth Caught Fire (CD/2002)
- Misfits Records Sampler (CD/2003)
- Deep Blue (Shaped Picture Analog/2007)

### 海外リリース（ヨーロッパ）

#### CD ALBUM
- Out Of The Light Of The 13 Dark Night (2003)
- Came Out Of The Grave (2004)
- Paranoid Dream Of The Zodiac (2006)
- Deep Blue:Chaos From Darkism (2007)
- Hatred: Destruction = Construction (2008)

#### VARIOUS ARTIST, SINGLE & SPLIT SINGLE
- Hell On Earth...Hail To Misfits (CD/1996)
- Out Of The Blue II (7inch/2003)
- Inside My Eyes (7inch/2004)
- This Is Horrorpunk (CD,12inch/2003)
- BALZAC & BELA B.: Der Graf vs. Horrorpunks (CD/2007)
- BALZAC & ROD: Zombie A Go Go (7inch/2008)
- Dr. Demento Covered In Punk  (CD/2018)

### BALZAC SIDE-PROJECTS

#### ZODIAC
- Beware On Halloween (CD/2006)
- This Is The Zodiac Playing (CD/2014)
- This Is The Zodiac Playing...Again (CD/2014)

#### THE DERANGED MAD ZOMBIES
- The Deranged Mad Zombies (CD/2006)